# Wiesel (combattimento fanteria)

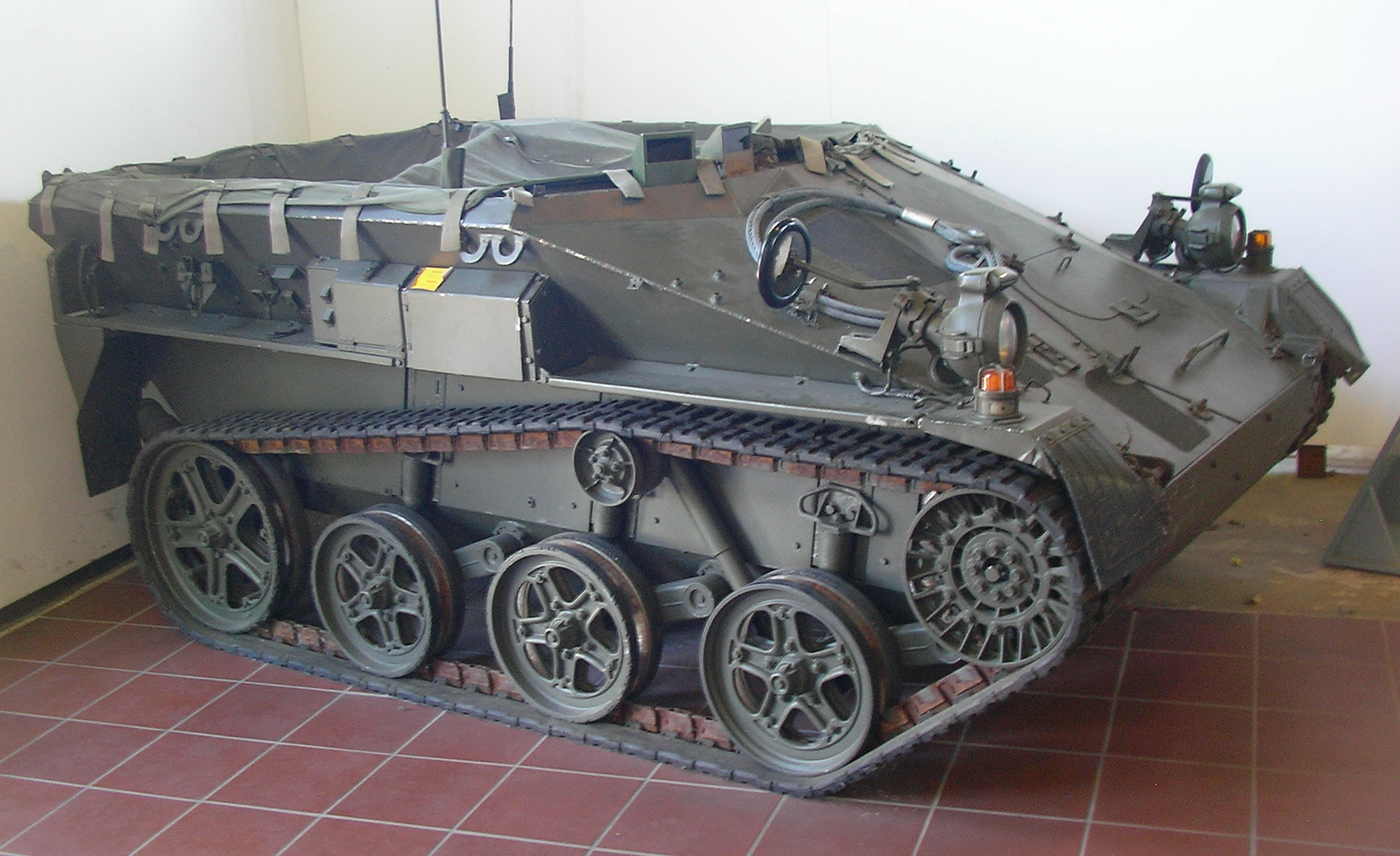
Wiesel 1, prototipo „PT 06“ della Porsche

Il Wiesel ("donnola") è un mezzo corazzato leggero, trasportabile anche da elicotteri, per poter dare supporto alle unità aviotrasportate dell'esercito tedesco.

## Storia
Lo sviluppo venne iniziato per equipaggiare le 3 brigate della divisione aviotrasportata/paracadutisti tedesca (che assieme a 6 corazzate, 4 meccanizzate e 1 alpina costituiva l'esercito di campagna tedesco-occidentale) con un mezzo relativamente ben protetto, capace di rendere meno rischioso il compito dei serventi alle armi di supporto delle unità. Questa ingente forza aeroportata, la maggiore in Europa, aveva tuttavia solo veicoli leggeri 4x2 Kraka con varie armi, come i missili MILAN e i cannoni da 20 mm Rheinmetall MK 20 Rh202.
Un primo prototipo venne approntato già nel 1971, da parte della Porsche (che così può sostenere di avere sviluppato blindati tra le 2 e le 180 tonnellate, vedi Maus), ed esso era in concorrenza con un veicolo 4×4 proposto dalla Kraka in sostituzione del precedente 4×2.
Dopo anni di indecisioni, nel 1984 si decise finalmente di ordinarne 312, poi aumentati a 342, mentre il mezzo era in valutazione anche dall'esercito USA.

## Struttura
Lo scafo del Wiesel è veramente leggero, oltre ad occupare uno spazio inferiore a quello di un'utilitaria, ha anche un peso ridotto, paragonabile a quello di un fuoristrada.
Eppure ha costruzione in lamiere d'acciaio piuttosto che d'alluminio, con una inclinazione ottimale per resistere meglio ai proiettili di piccolo calibro, ma i valori degli angoli sono relativamente ridotti in quanto il veicolo è troppo piccolo per conservare abbastanza spazio interno se le lamiere fossero più inclinate. Può resistere alle comuni munizioni per armi leggere, come quelle da 5,56 mm e 7,62 mm, e alle schegge di granata di artiglieria. Il motore è a sinistra, in avanti al veicolo. Il pilota siede a destra, il capopezzo dietro di lui.

## Mobilità
Le prestazioni, con un tale rapporto potenza/peso, sono eccellenti, grazie anche al cambio automatico abbinato al motore diesel Volkswagen 2.000 cm³, cingoli in gomma, rapporti moltiplicabili per due (ovvero da 3 a 6 marce), e sospensioni efficienti.
La pressione specifica sul terreno, grazie al peso contenuto, è di appena 0,37 kg/cm², ovvero un terzo di quella di un carro armato e inferiore a quella di un uomo.
Anche la velocità minima è degna di nota, infatti il mezzo può procedere, nonostante la sua esuberanza, a 4 km/h, pari a quella di un reparto appiedato. Inoltre il mezzo è silenzioso, e la sua emissione termica è molto contenuta. L'accelerazione, 20 secondi alla massima velocità, e la maneggevolezza, oltre che le piccole dimensioni, lo rendono molto difficile da colpire e molto agevolmente occultabile dietro appigli tattici. L'unico limite è l'autonomia, ridotta per la mancanza di spazio sufficiente per il combustibile.
La trasportabilità in termini aerei lo vede utilizzabile da parte di elicotteri come l'UH-60, 1 al gancio baricentrico, 2 dentro il vano di carico di CH-47 o CH-53, 3 dentro un C-130 Hercules, 4 dentro il più lungo Transall C-160, addirittura 24 dentro un 747 cargo. Un ponte aereo con i Wiesel non è certo un problema, come anche il rifornimento di carburante e parti di rispetto.

## Versioni e armamento

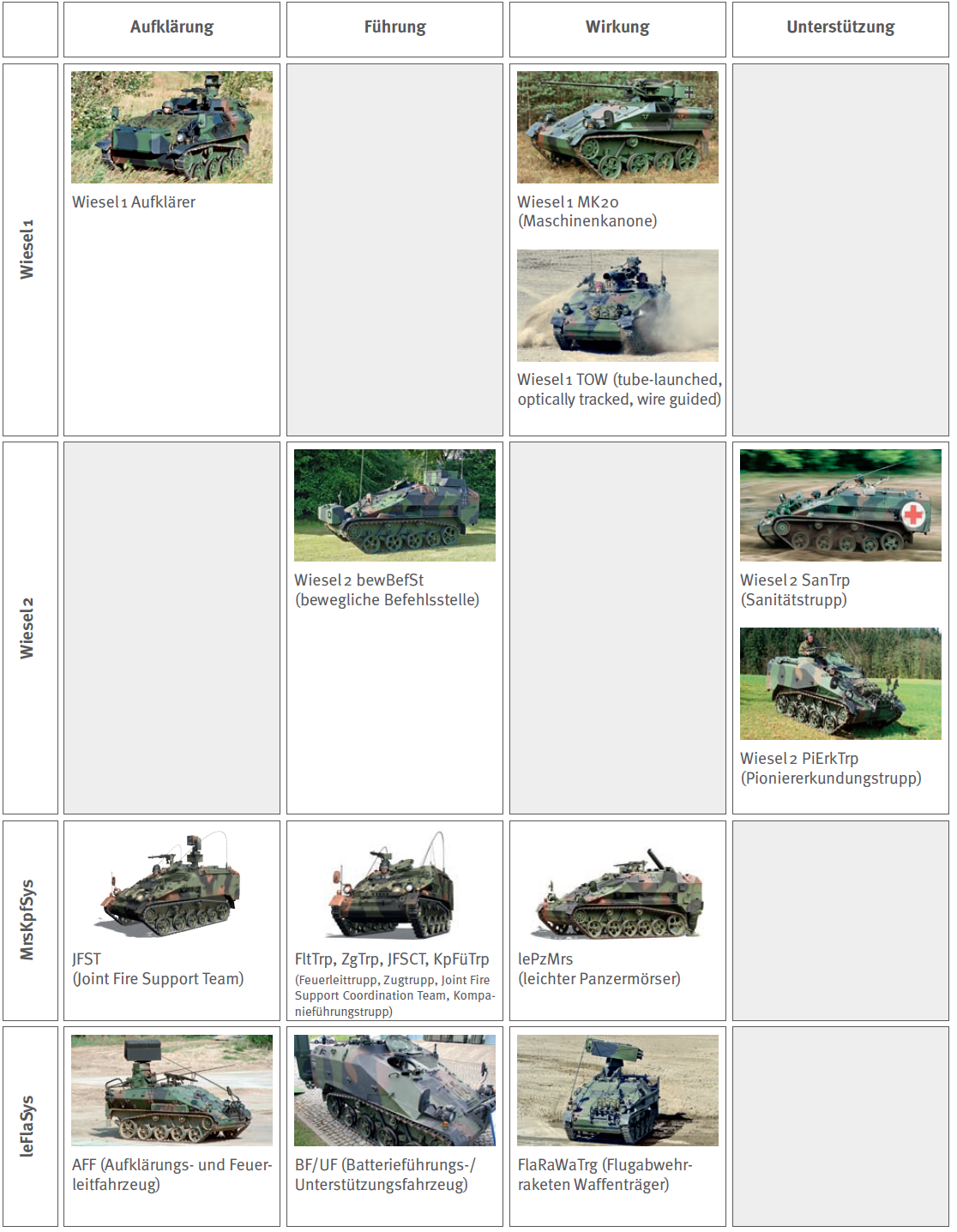
Versioni della famiglia Wiesel

Del Wiesel erano previste inizialmente più versioni:
- la porta-missili TOW, controcarro, equipaggio di 3 uomini, 7 missili oltre a 1 o 2 di pronto impiego.
- Wiesel-Cannone da 20 mm: 2 uomini, con postazione armata di cannone-mitragliera Rheinmetall MK 20 Rh202, con 220 gradi di brandeggio e −10/+45 di alzo, così da essere utilizzabile anche contro aerei o elicotteri. Le munizioni sono ben 400, 160 di pronto impiego. L'alimentazione è a doppio nastro, HE e APDS, mentre la mira dispone di periscopio a intensificazione di luce PERI Z-16.
- Wiesel BTM 208: proposto per l'US Army, ha una torre da 12,7 mm e 7,62 mm, azionata a mano e totalmente chiusa.
- Wiesel allungato: con un peso max di 3.600 kg, stesso motore, prestazioni inferiori, ma autonomia portata a 700 km, è un mezzo allungato con la capacità di trasportare mezza squadra fanti, lunghezza di 3,7 m e armamento con torretta da 12,7 mm un vero e proprio mini-APC.

Armi sistemabili sul Wiesel: lanciamissili binati MILAN, lanciamissili quadrinati Stinger, portamortaio da 60 mm o più di calibro ed altro ancora.

## Servizio
I primi Wiesel sono entrati in linea solo nel 1990, ancora praticamente uguali al prototipo del 1971, con una dotazione di 61 mezzi per ciascun battaglione tedesco (ne sono stati formati almeno 3, il 252, 262 e 271). Ogni compagnia si articola in due plotoni con 8 Wiesel TOW, e 1 con 6 Wiesel Mk.20. I Wiesel TOW con i loro missili sono ben 37 nell'ambito di un battaglione, con 259 missili disponibili. Le prime esercitazioni hanno avuto luogo nel 1991.

## Wiesel 2

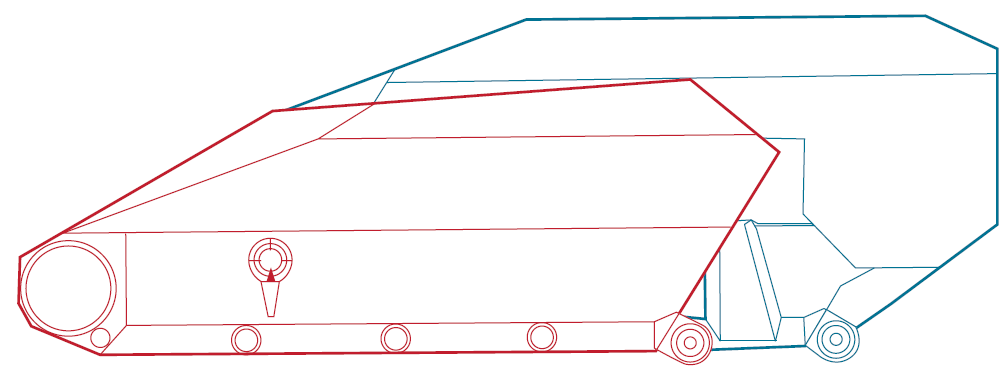
Ingombro del Wiesel 1 (rosso) e del Wiesel 2 (blu)

Il Wiesel 2 è una versione allungata del Wiesel 1, con una quinta ruota per lato. Il motore è un Audi TDI a 4 cilindri da 109 hp, accoppiato a un cambio automatico ZF Friedrichshafen. In genere è più grande, veloce e robusto e ha delle capacità avanzate per la protezione dell'equipaggio, come corazza potenziata e un sistema di aria condizionata per proteggere da armi biologiche o chimiche.

## Galleria d'immagini

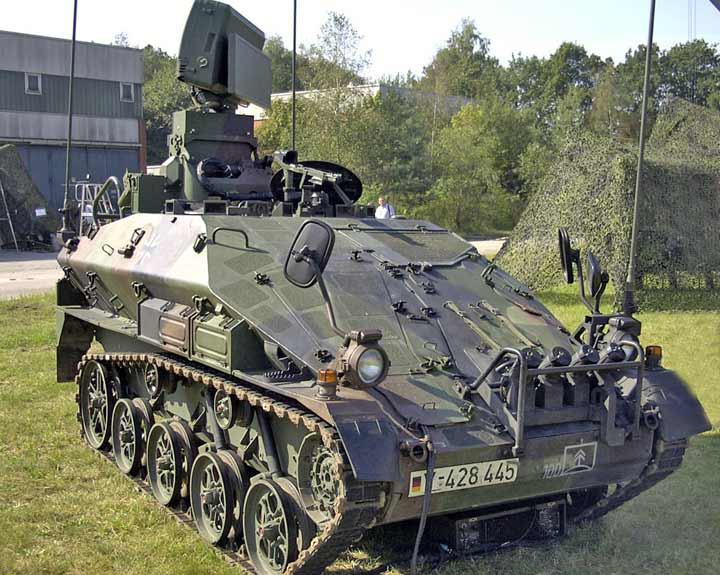
Wiesel 2 AFF con radar antiaerei
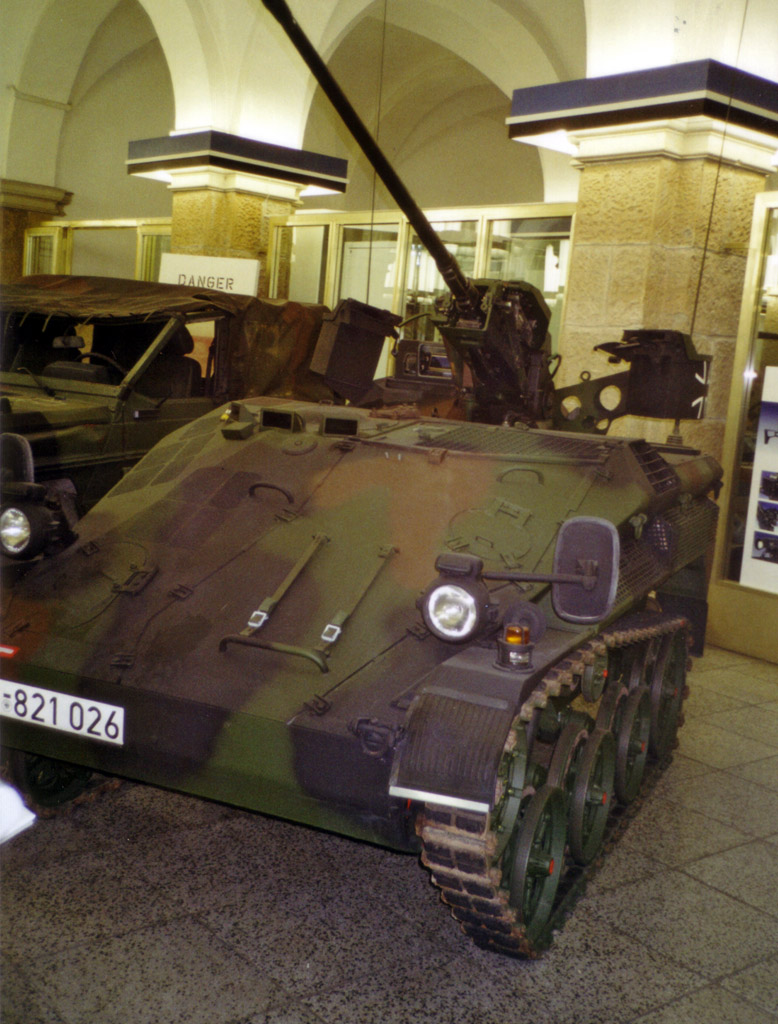
Wiesel 1 con cannone da 20 mm
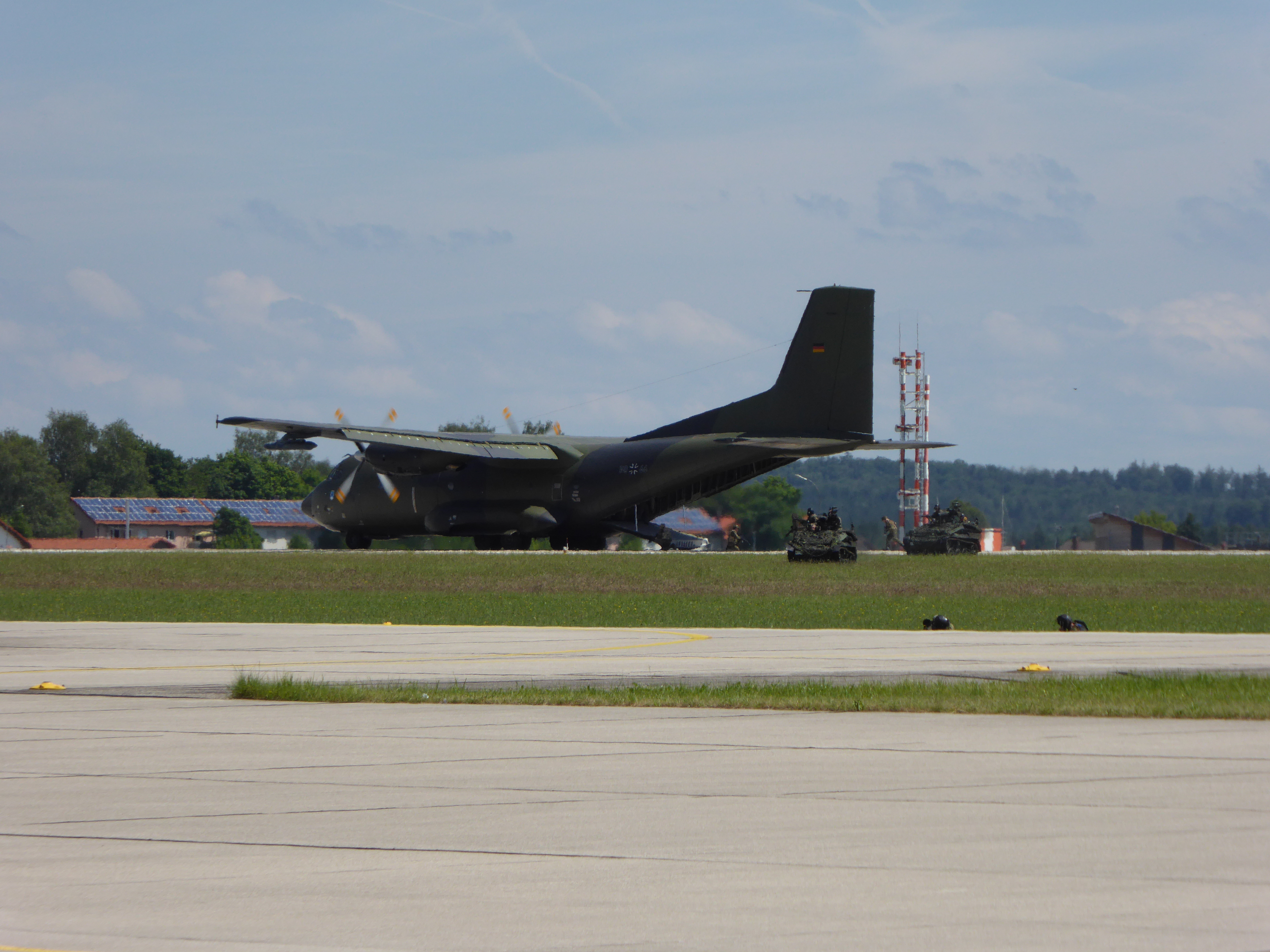
Due Wiesel in trasporto mediante un Transall C-160
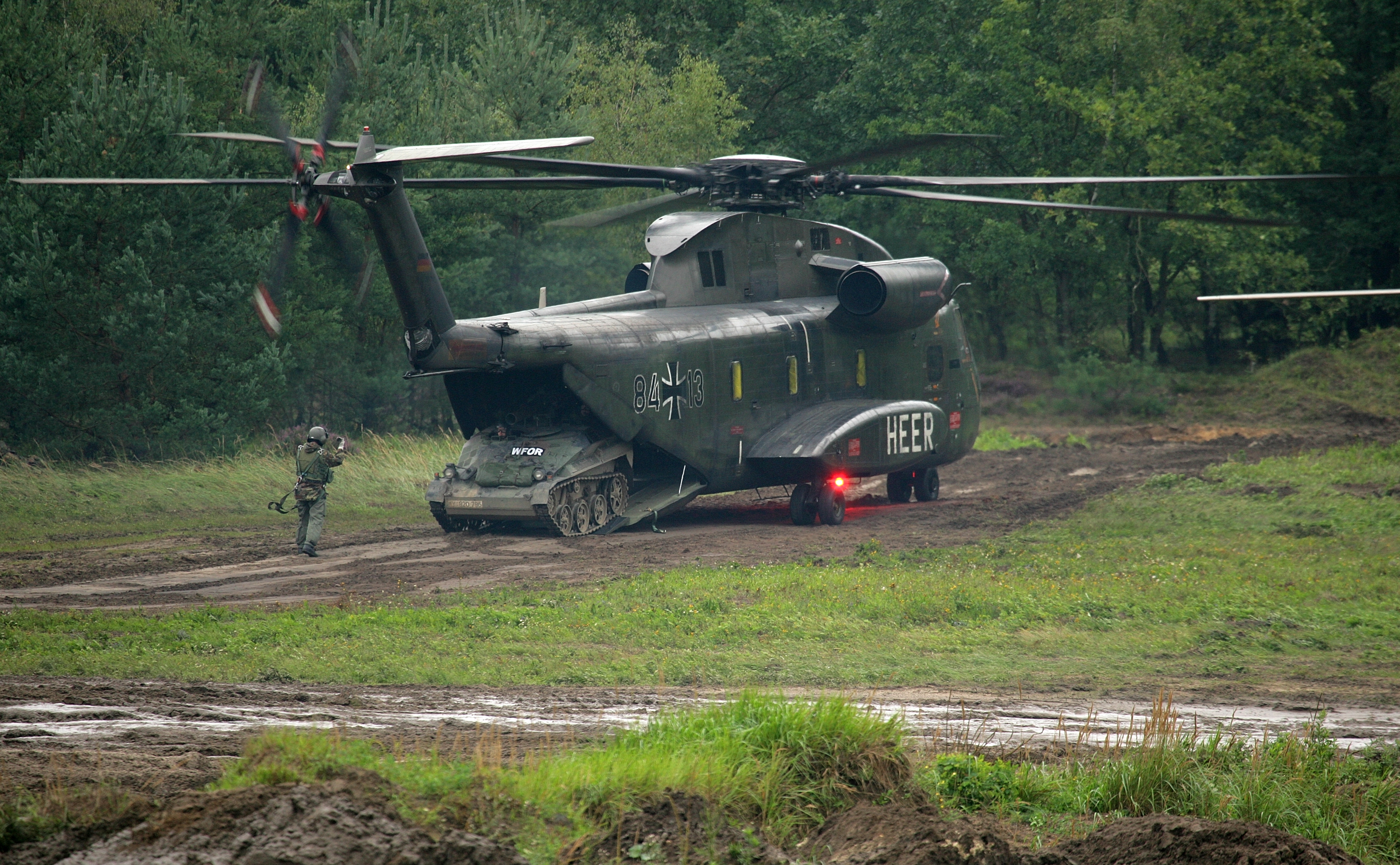
Un Wiesel trasportato da un CH-53G